# Farnach (Bildstein)
Farnach (747 m ü. A.) ist ein Ortsteil der Gemeinde Bildstein in Vorarlberg (Österreich).

## Geschichte
Bereits 1835/36 wurde eine einklassige Volksschule in Farnach (früher auch Fahrnach geschrieben) errichtet. Mit dem Bau der Michaelskapelle wurde 1899 begonnen, damit bekam der Ortsteil ein eigenes Gotteshaus.
Farnach war bis ins 20. Jahrhundert hinein noch rein bäuerlich geprägt, bis 1937 der Steinbruch eröffnet wurde. Auch der Fremdenverkehr begann sich zu etablieren. Nachdem am 8. Juni 1952 das Gasthaus Krone gebrannt hatte, wurde es 1954 als „Gasthof-Pension Farnach“ mit 30 Betten wiedereröffnet, und in weiterer Folge wurde auch ein Skilift installiert.
Die Hanglage hat das Schicksal des Ortes immer geprägt. 1957 kam es aufgrund von starken Niederschlägen zweimal zu Abrutschungen (10./11. Juli und 18./19. August). Erst 1959 wurde Farnach an das öffentliche Telefonnetz angeschlossen, im selben Jahr wurde auch die Volksschule durch einen Neubau am selben Standort ersetzt. 1962 wurde eine eigene Milchsammelstelle gebaut.
In den folgenden Jahren wurde Farnach nach und nach in die Infrastruktur der Umgebung eingegliedert. 1983/84 wird über die Gründung eines Gemeindeverbands zwischen Alberschwende, Bildstein und Buch eine öffentliche Trink- und Löschwasserversorgung in Farnach eingeführt. Seit 1999 wird das Abwasser von Farnach zentral in die Kläranlage Alberschwende-Zoll abgeleitet. Diese Integration in die Umgebung hatte aber auch zur Folge, dass die alte eigene Institutionen nicht mehr aufrechterhalten werden konnten. 1975 wurde, nach 140 Jahren, der Schulbetrieb in der Volksschule Farnach eingestellt. Die Milchsammelstelle, die 1997 noch von der Gemeinde Bildstein gekauft worden war, wurde im August 1999 abgebrochen.

## Lage
Farnach liegt am Farnacherberg und wird nördlich durch die Minderach von der Gemeinde Bildstein getrennt. Der Farnacherberg ist, vom Alpenrheintal gesehen, nicht ganz so herausragend wie der Bergrücken, auf dem das Dorf Bildstein liegt.
Farnach grenzt südlich, entlang der Schwarzach, an die Gemeinde Dornbirn, sowie südöstlich an die Gemeinden Alberschwende und westlich Schwarzach. Um Farnach liegen weitere besiedelte Parzellen: Loban, Haag – Hinterhag, Gärtle, Oberschwende, Grül, Schanz, Jungholz, Schnabelburg, Tobel und Außertobel. Farnach ist vom Ortszentrum von Bildstein etwa 2 km Luftlinie entfernt, von Alberschwende etwa 2,7 km.

## Verkehr

### Straßenverkehr
Über den Linzenberg bei Schwarzach – Farnach nach Zoll bei Alberschwende verlief seit alters her ein Saumweg vom Rheintal nach Alberschwende und weiter in den Bregenzerwald. An diesem Weg stand das Gasthaus Farnach, welches abgebrochen und 2015 durch Neubauten (Wohnanlagen) ersetzt wurde.
1785 wurde der Saumweg für Fuhrwerke und Schlitten nutzbar verbreitert. Erst 1837 wurde die noch heute bestehende, und unter Farnach verlaufende Schwarzachtobelstraße (L 7) gebaut, die dann 2009 durch den Achraintunnel (L 200) entlastet wurde.
Zwischen Farnach und dem Dorf Bildstein bestand über viele Jahrhunderte lediglich ein Saumweg. Erst in den 1920er Jahren wurde von Farnach in Handarbeit ein Fahrweg errichtet (in Frondiensten der Bewohner von Farnach), der 1941/42 vom RAD saniert wurde. 1955 bis 1960 wurde von der Gemeinde über Farnach – Gärtle – die Minderach – durch den Sunderwald ein Güterweg nach Bildstein Dorf gebaut.

### Öffentlicher Verkehr
Die erste Postbuslinie von Dornbirn über Bildstein-Dorf nach Farnach wurde am 4. Februar 1968 eröffnet. Heute fährt die Landbuslinie 45 im Ringverkehr von Schwarzach, Wolfurt über Bildstein, Farnach nach Alberschwende (Dorfplatz) und zurück (siehe: Landbus Unterland).

## Wirtschaft

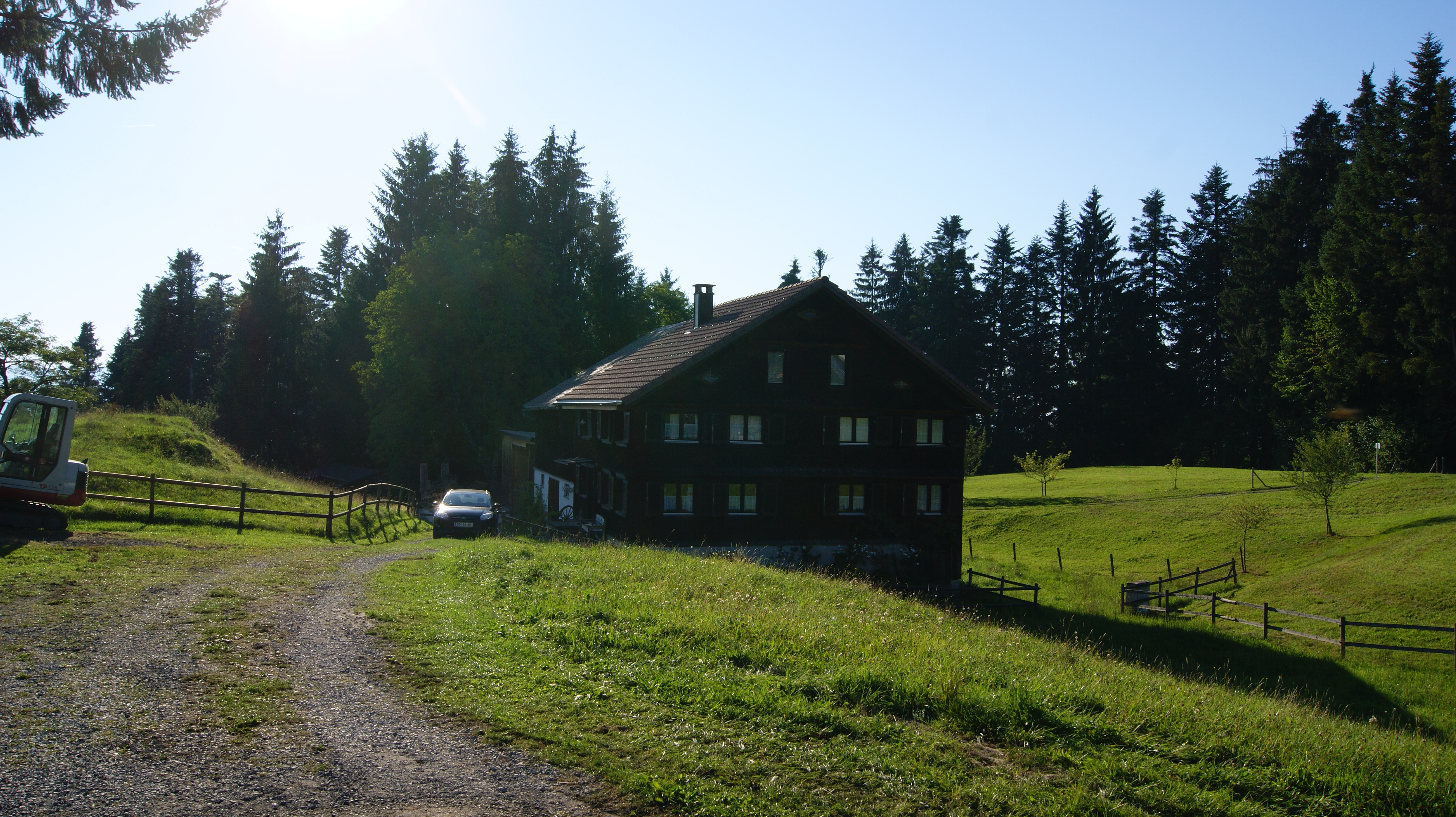
Altes Bauernhaus, Farnach Nr. 112.

Neben einem Gasthaus (Krone) dominierte die Landwirtschaft das Dorf Farnach. Es wurde von den dort ansässigen Landwirten bis 1940 eine eigene Milchsammelstelle, Sennerei und Milchverwertung betrieben.
Bei der Minderach besteht eine Parzelle „Mühle“, die darauf hinweist, dass hier die Wasserkraft für ein Mahlwerk genutzt wurde.
Bekannt ist der hier gewonnene Farnacher Hartsandstein, aus dem unter anderem die Bezegg-Sul gehauen wurde.
Von 1925 bis zum Anschluss an das öffentliche Energienetz der Vorarlberger Kraftwerke 1942, wurden einige Farnacher Häuser (7) und Alberschwende-Bereute und Zoll (4) über ein Kleinwasserkraftwerk von Johann Georg Kaspar Gmeiner aus Alberschwende-Bereute (Stauweiher) / Zoll-Farnach (Krafthaus) versorgt. Das Kraftwerk, ausgestattet mit einer Peltonturbine, hatte eine Leistung von etwa 6 kW.

## Gewässer
Neben der Minderach, die gleichzeitig teilweise auch die Grenze zur Gemeinde Schwarzach bildet, finden sich mehrere kleinere Gewässer, wie zum Beispiel der Laubtobelbach, Töbelebach, Bereutergraben, die in Farnach entspringen und direkt in die Schwarzach entwässern. Das Kleinbächlein entwässert zuerst in die Minderach und erst über diese in die Schwarzach.

## Sehenswürdigkeiten

### Naturschutzgebiet
Naturschutzgebiet „Farnachmoos“ auf dem Gebiet der Gemeinden Alberschwende und Bildstein.

### Kapelle Hl. Michael
Die römisch-katholische Kapelle Hl. Michael ist ein denkmalgeschützter Bau (Listeneintrag) und dem Erzengel Michael geweiht.